# Sacomã (métro de São Paulo)
Sacomã (en portugais : Estação Sacomã), est une station de la ligne 2 (Verte) du métro de São Paulo. Elle est accessible à la hauteur du croisement de la rua Greenfeld avec la rua Agostinho Gomes, dans le quartier d'Ipiranga à São Paulo au Brésil.

## Situation sur le réseau

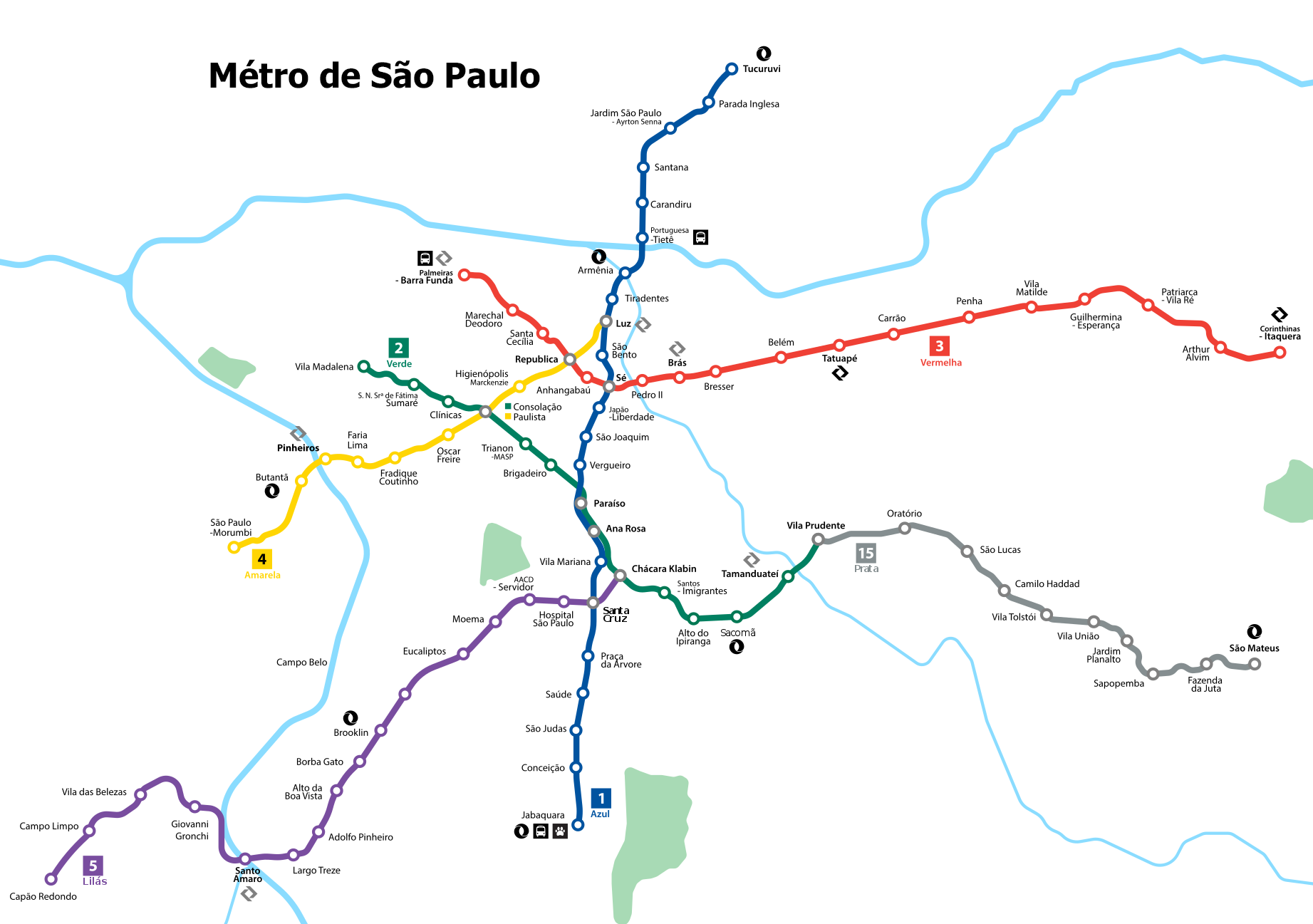
Plan du Métro de São Paulo 2020.

Établie en souterrain, la station Sacomã est située sur la ligne 2 du métro de São Paulo (Verte), entre les stations Alto do Ipiranga, en direction du terminus Vila Madalena, et Tamanduateí, en direction du terminus Vila Prudente.

## Histoire
La station Sacomã de la ligne 2 (Verte) du métro de São Paulo est inaugurée le 30 janvier 2010 par José Serra, gouverneur de São Paulo. Il présente la station comme étant à la pointe de la pointe de la technologie dans ce domaine, avec notamment des portes palières, une accessibilité totale pour les personnes mal voyantes et/ou à mobilité réduite, une informatisation de l'ensemble des installations y compris la billetterie et des avancées environnementales : avec une réutilisation des eaux pluviales des économies d'énergie avec une priorité à un éclairage naturel. La station ne sera un terminus qu'un court moment puisque les stations suivantes de Tamanduateí et Vila Prudente sont en cours de finitions. Elle dispose d'une surface construite de 12 450 m2.

## Services aux voyageurs

### Accès et accueil
La statin dispose de deux accès, un sud et un nord, au croisement de la rua Greenfeld avec la rua Agostinho Gomes. Elle est accessible aux personnes à la mobilité réduite.

Installations
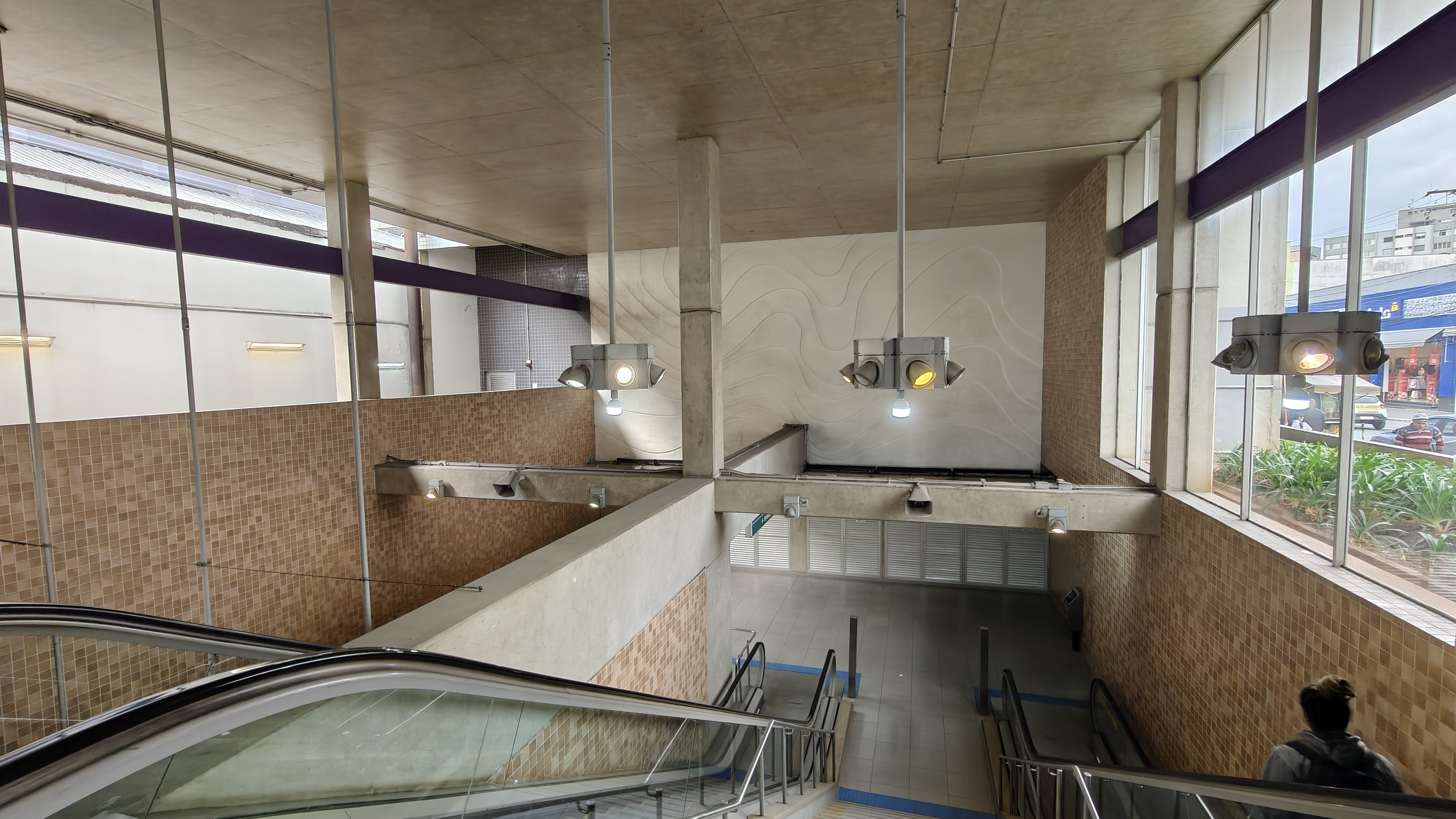
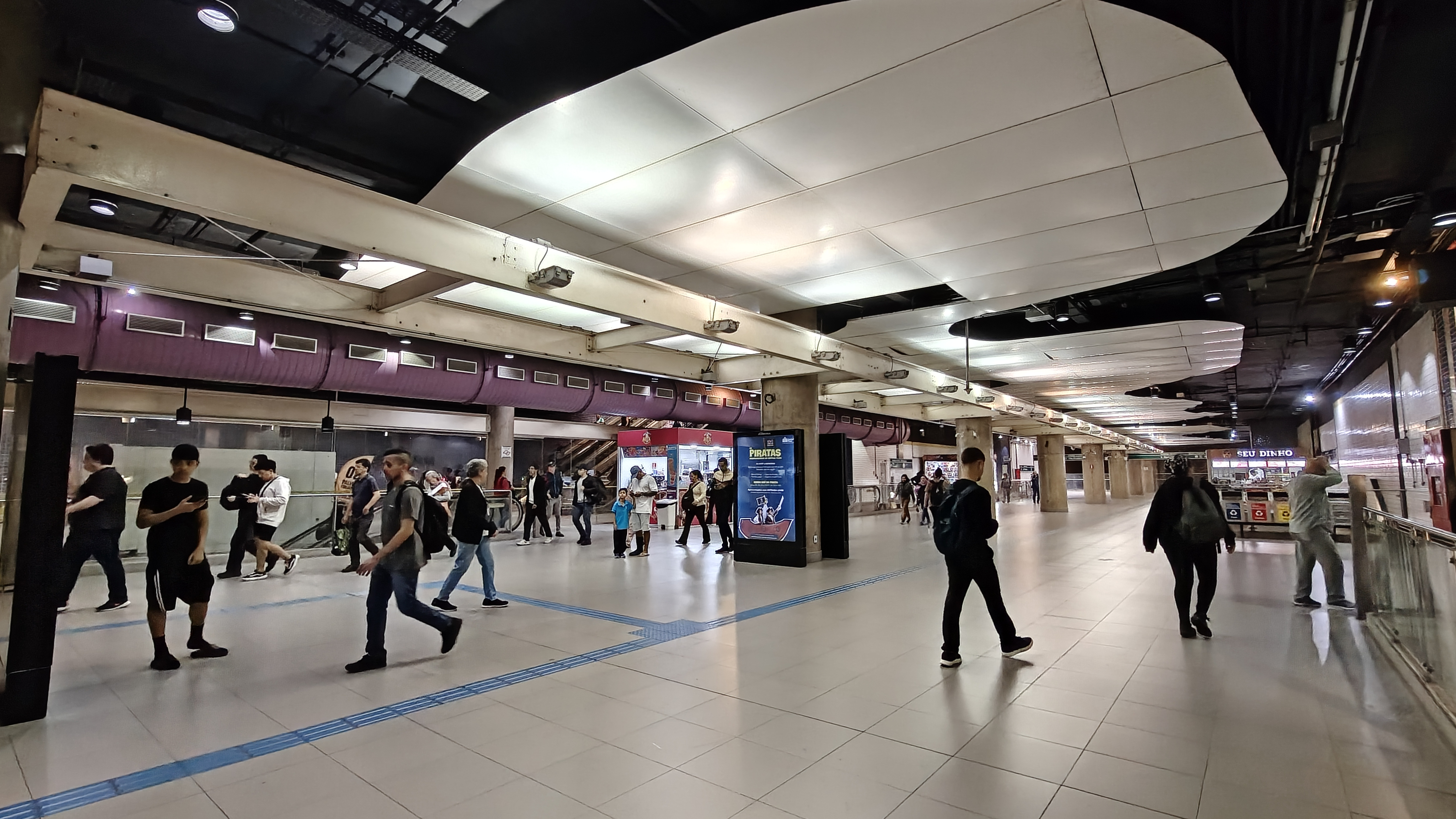

### Desserte
| Ligne                         | Terminus                      | Longueur (km) | Stations | Durée du voyage (min) | Opération (*)                                                       |
| ----------------------------- | ----------------------------- | ------------- | -------- | --------------------- | ------------------------------------------------------------------- |
| Ligne 2 du métro de São Paulo | Vila Madalena ↔ Vila Prudente | 14,7          | 14       | 28                    | Tous les jours, de 4h40 à 12h32; Les samedis jusqu'à 1h le dimanche |

Installations et desserte
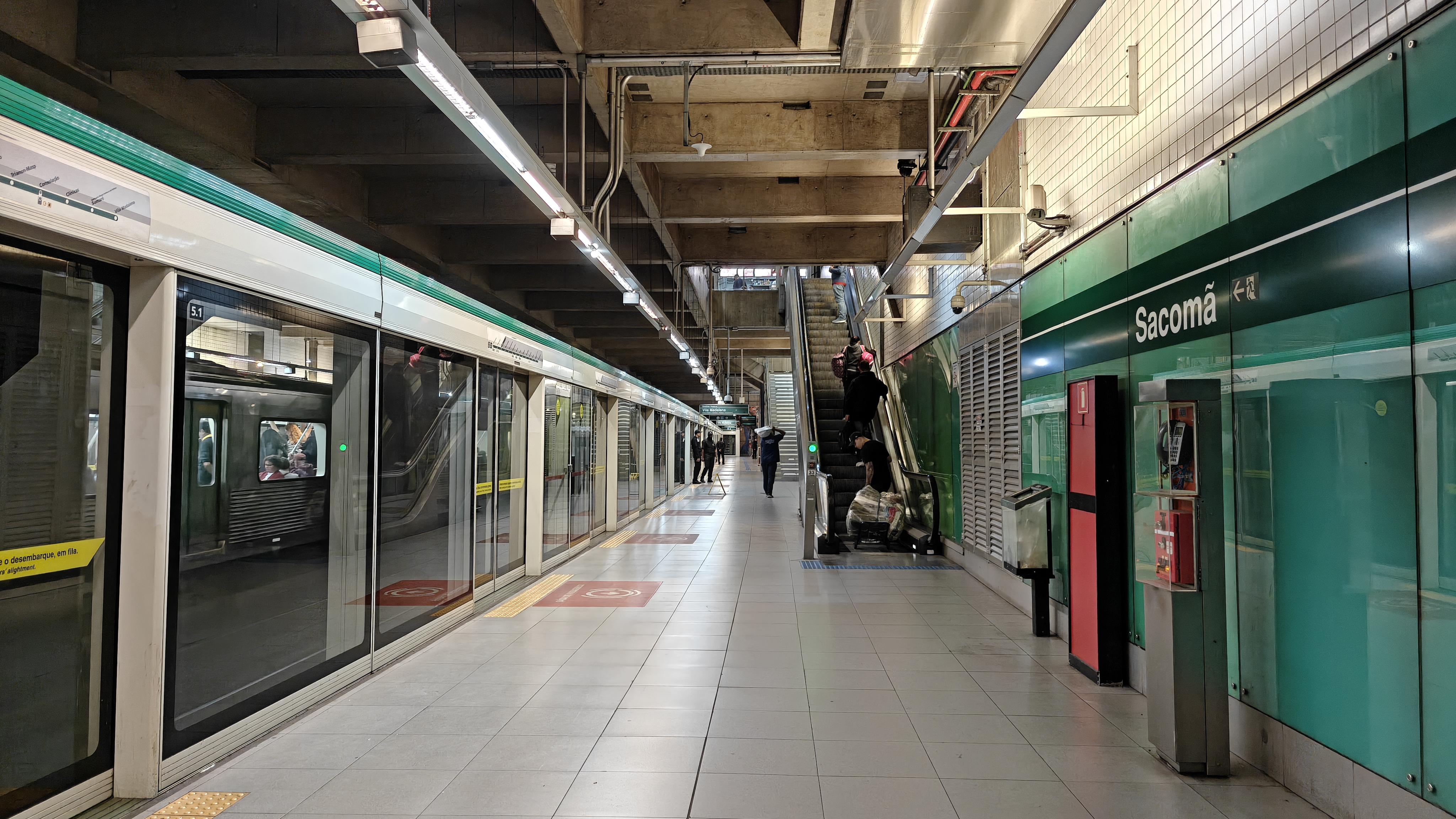
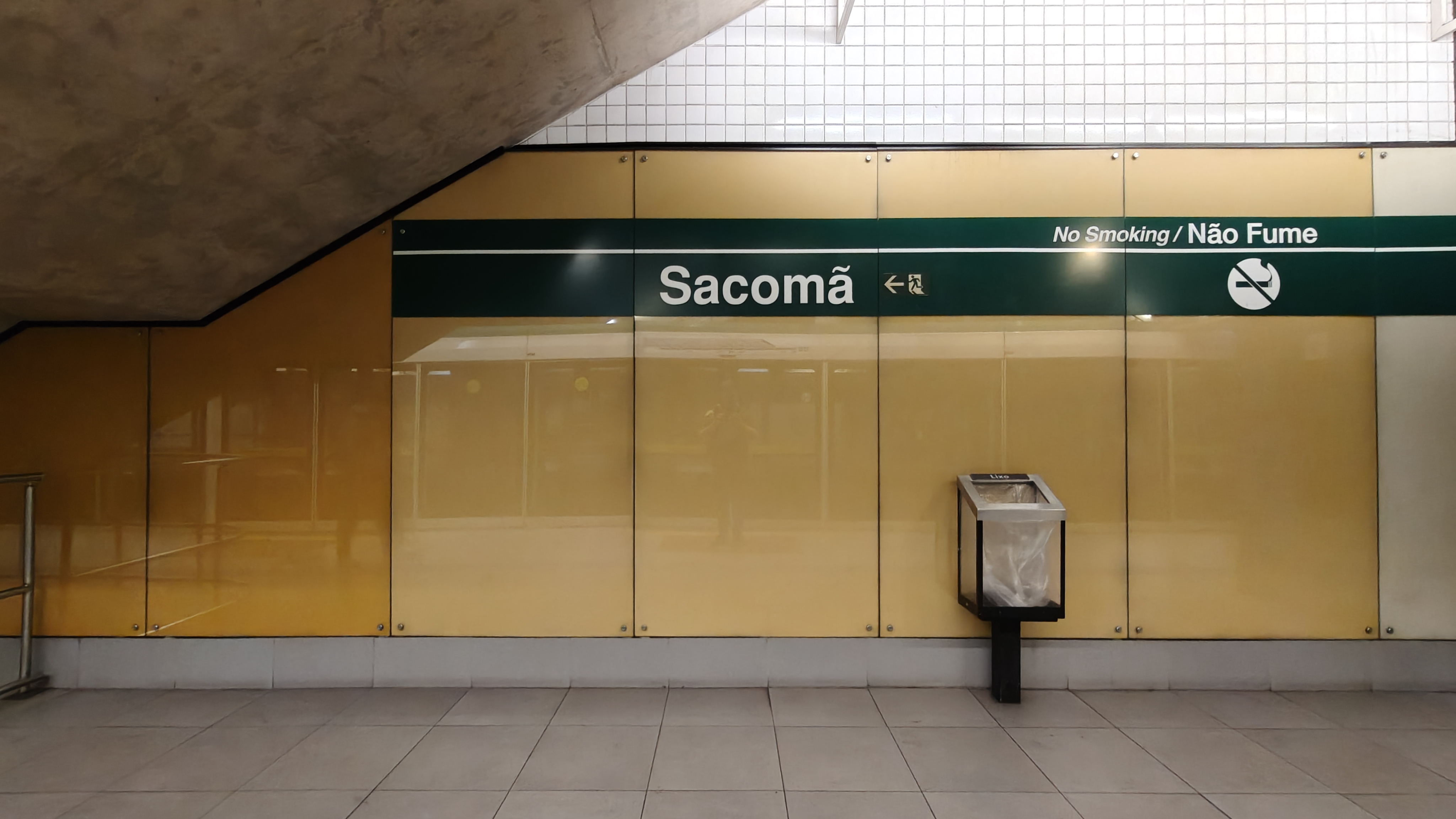
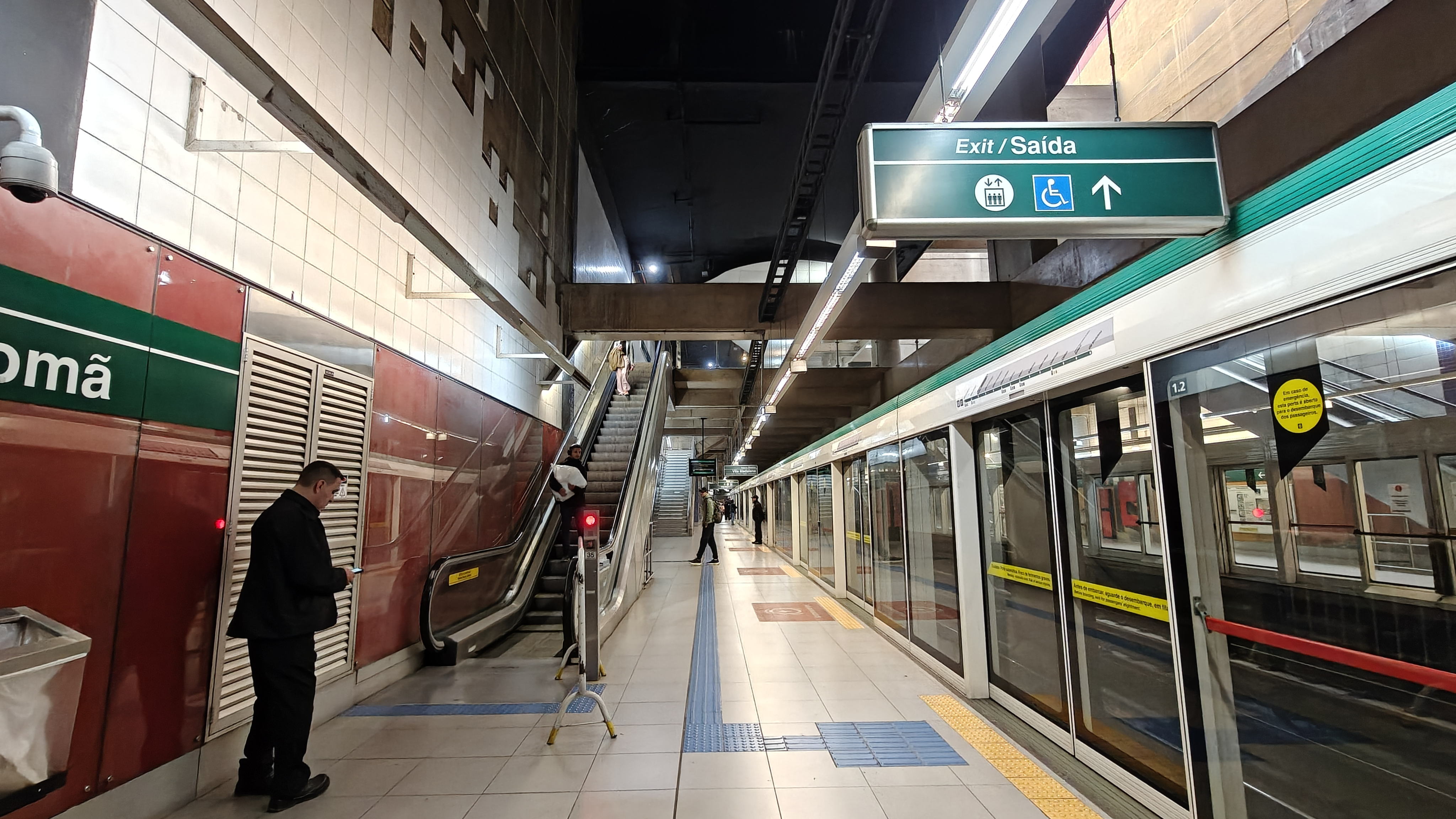

### Intermodalité
Cette station est liée au terminus Sacomã.

## Art dans le métro

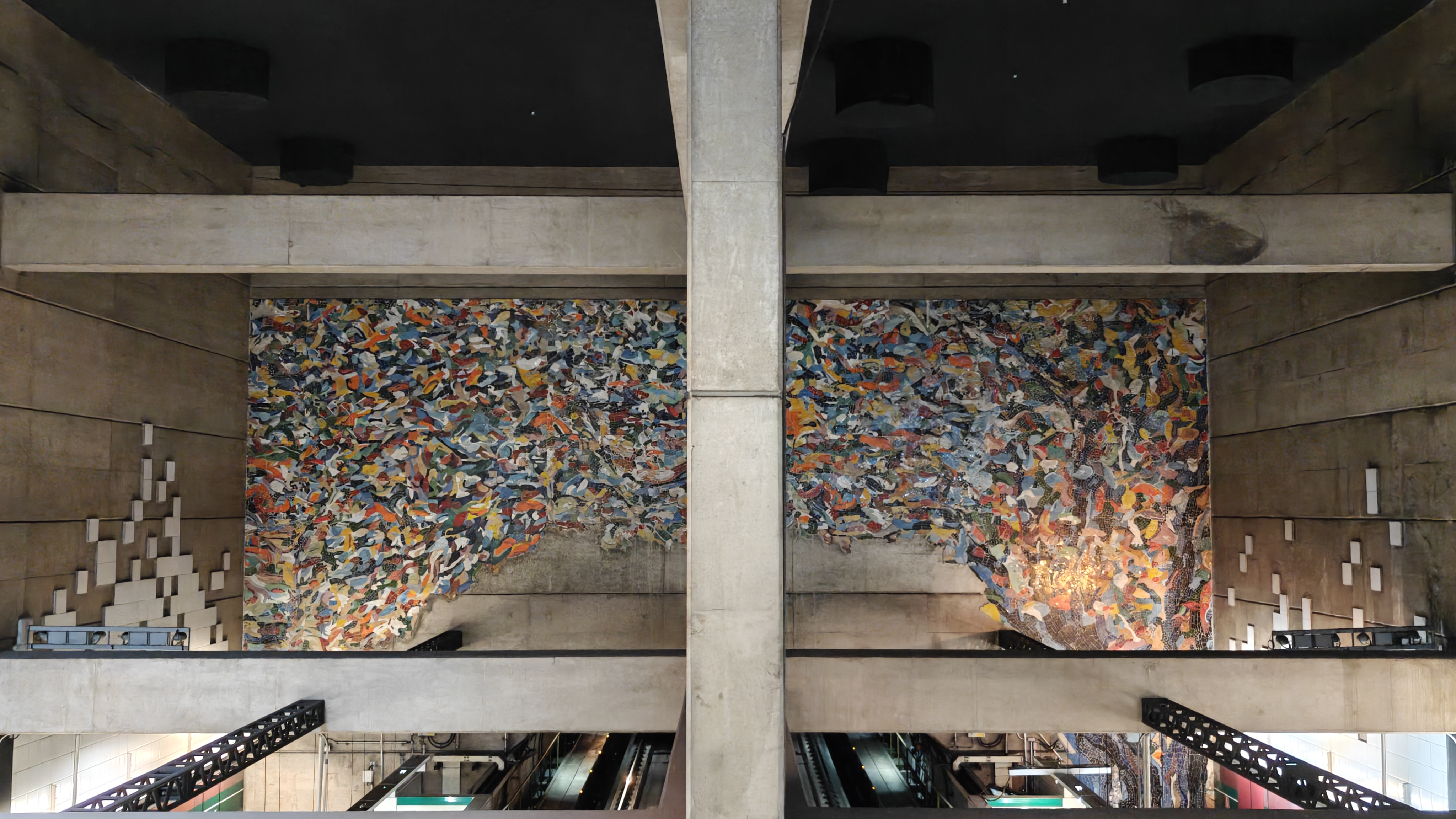
Árvore Subterrânea.

Árvore Subterrânea, d'Alberto Nicolau, panneau de mosaïque de 112 m2 réalisé en 2010 avec des déchets de céramique. L'œuvre est installée sur le mur derrière le quai d'embarquement.

## À proximité
- Marché municipal d'Ipiranga